# 22538 Lucasmoller
22538 Lucasmoller è un asteroide della fascia principale. Scoperto nel 1998, presenta un'orbita caratterizzata da un semiasse maggiore pari a 2,2005012 UA e da un'eccentricità di 0,1481134, inclinata di 7,60960° rispetto all'eclittica.